# Lipo (langue)
Ne pas confondre avec les accumulateurs lithium-polymère ou LiPo.
Le lipo (autonyme, li55pho21) est une langue tibéto-birmane parlée  en Chine, dans le Sud-Ouest du Yunnan et le Sichuan par environ 420 000 personnes.

Les locuteurs du lipo font partie de la nationalité des Lisu.

## Classification interne
Le lipo appartient au sous-groupe central des langues lolo à l'intérieur de la famille des langues tibéto-birmanes. La langue est différente du lisu.

## Phonologie
Les tableaux présentent les phonèmes vocaliques et consonantiques du lipo.

### Voyelles
|         | Antérieure  | Centrale    | Postérieure |
| ------- | ----------- | ----------- | ----------- |
| Fermée  | i [i] ɪ̘ [ɪ̘] |             | u [u]       |
| Moyenne | e [e]       | ə [ə] ɤ [ɤ] | o [o]       |
| Ouverte | æ [æ]       | A [A]       | ɑ [ɑ]       |

### Consonnes
|            |           | Bilabiales | Alvéolaires | Alvéolaires | Rétrofl.  | Alv.-pal. | Vélaires | Glottales |
| ---------- | --------- | ---------- | ----------- | ----------- | --------- | --------- | -------- | --------- |
| Centrales  | Latérales | Bilabiales |             |             | Rétrofl.  | Alv.-pal. | Vélaires | Glottales |
| Occlusives | Sourde    | p [p]      | t [t]       |             |           |           | k [k]    |           |
| Occlusives | Aspirées  | ph [pʰ]    | th [tʰ]     |             |           |           | kh [kʰ]  |           |
| Occlusives | Sonore    | b [b]      | d [d]       |             |           |           | g [g]    |           |
| Fricatives | sourdes   | f [f]      | s [s]       |             | ʂ [ʂ]     | ɕ [ɕ]     | x [x]    | h [h]     |
| Fricatives | Sonore    | v [v]      | z [z]       |             | ʐ [ʐ]     | ʑ [ʑ]     | ɣ [ɣ]    |           |
| Affriquées | Sourdes   |            | ts [t͡s]     |             | tʂ [t͡ʂ]   | tɕ [t͡ɕ]   |          |           |
| Affriquées | Aspirées  |            | tsh [t͡sʰ]   |             | tʂh [t͡ʂʰ] | tɕh [t͡ɕʰ] |          |           |
| Affriquées | Sonores   |            | dz [d͡z]     |             | dʐ [d͡ʐ]   | dʑ [d͡ʑ]   |          |           |
| Liquides   | Liquides  |            |             | l [l]       |           |           |          |           |
| Nasales    | Nasales   | m [m]      | n [n]       |             |           | ɳ [ɳ]     | ŋ [ŋ]    |           |

### Une langue tonale
Le lipo est une langue tonale qui possède quatre tons.